# 後藤朝太郎
後藤 朝太郎（ごとう あさたろう、1881年（明治14年）4月16日 - 1945年（昭和20年）8月9日）は、日本の明治時代後期から昭和時代前期の言語学者。東京帝国大学講師。日本大学教授。号は「石農」。「支那通」として知られた。

## 略歴

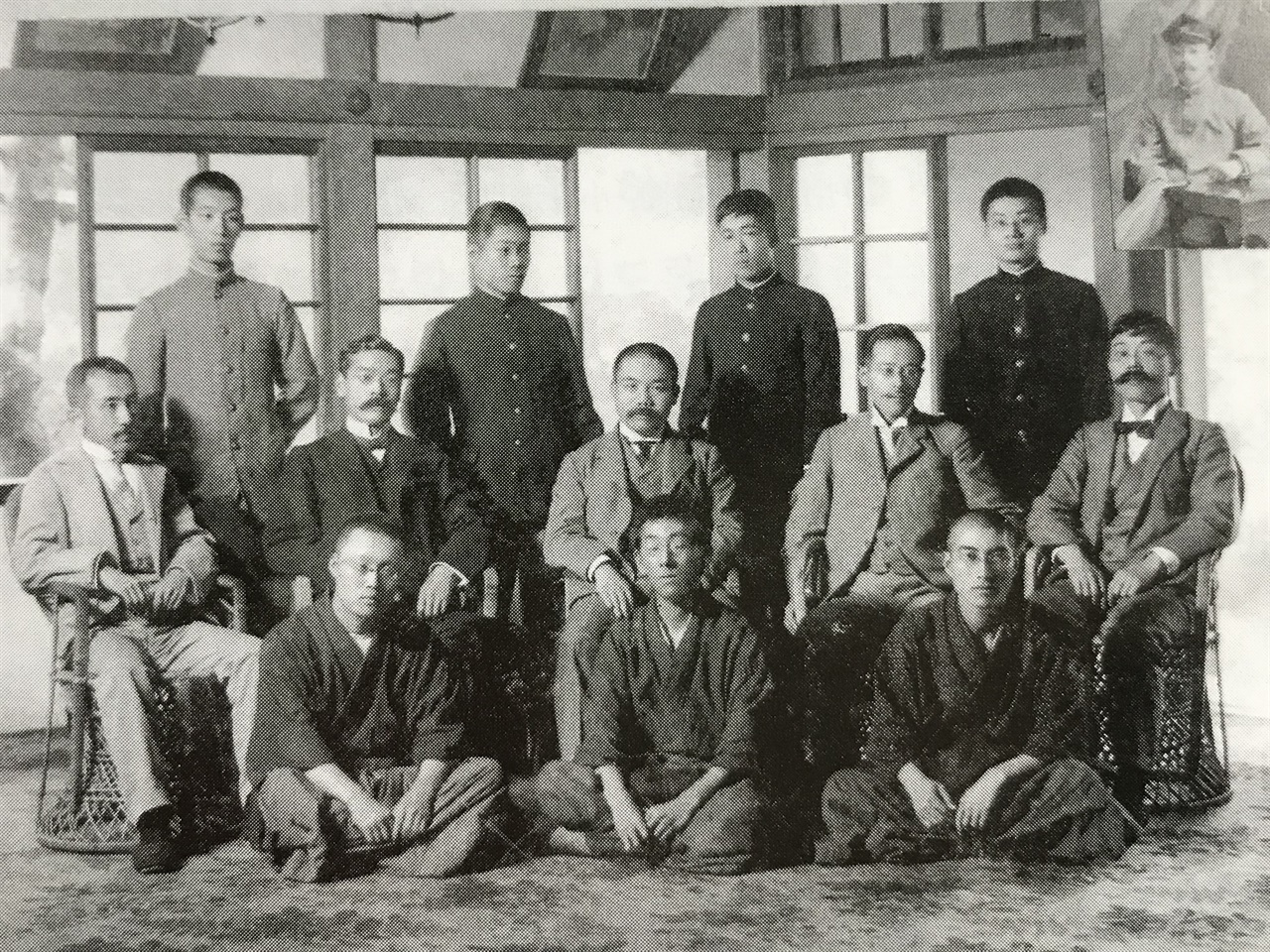
東京帝国大学言語学科（1905年）。
前列右から小倉進平、伊波普猷、神田城太郎。中列右から保科孝一、八杉貞利、上田万年、藤岡勝二、新村出。後列右から橋本進吉、徳沢（徳沢健三？）、後藤朝太郎、金田一京助。
伊波普猷生誕百年記念会編『伊波普猷 : 1876-1947 生誕百年記念アルバム』1976年、19頁。

愛媛県に生まれた。広島県人・後藤榮太郎の二男。1903年（明治36年）、第五高等学校大学予科第一部（文科）を卒業。1907年（明治40年）、東京帝国大学文科大学言語学科を卒業。同年の卒業生には言語学者の金田一京助がいた。
著述業を営み、文部省、台湾総督府、朝鮮総督府嘱託。東京帝国大学、東京高等造園学校各講師、日本大学教授、日本庭園協会、東京家庭学院各理事、日本文明協会、東洋協会各評議員などをつとめた。
敗戦の年、1945年（昭和20年）年8月9日交通事故で死亡。暗殺されたという説もある。

## 人物
趣味は支那山村水郭行脚、書道、支那工芸。書家としても活動した。宗教は臨済宗。住所は東京市小石川区小日向台町。1914年に分家、東京在籍。
著書、編著は110冊を越える。主な著書に『文字の研究』『支那風物誌』など。大陸へ渡り、当時の中国の風俗や文化を取材しながら、本を何冊も執筆している。中国大陸への関心が高かった当時は広く読まれた。また、第二次世界大戦前にとどまらず、戦時中も現地人になりすまし、庶民が行くような飯屋にかよって大衆料理に舌鼓を打ったり、知名の人士との交流を絶やすことはなかった。
傍ら漢籍の翻訳も行い、「国訳漢文大成」で『淮南子』を翻訳している。序文によると、「現在の支那を旅していると、現代淮南子とでも言いたいような民話・伝承の類を多く聞くことができる」（要約）とあり、中国文化・風俗の紹介・研究の傍ら古典にも通じていたことが分かる。

## 家族・親族
後藤家
- 妻・あや（1890年 - ?、東京、岡田謙吉の二女）[3][4]
- 息子（1920年 - ?）[3]
- 長女・ふみ（1914年 - ?、景山直治の妻）[3][4]
- 二女、三女[3]

親戚
- 妹・キクヨの夫・福井菊三郎（毛皮商、福井商店代表社員）[10]

## 著作
- 1902年 - 『漢字音の系統』、六合館
- 1910年 - 『文字の研究』、成美堂書店
- 1915年 - 『文字の沿革 建築編』、成美堂書店
- 1921年 - 『国訳漢文大成　淮南子』国民文庫刊行会
- 1923年 - 『文字の智識』、紅玉堂書店
- 1927年 - 『支那風俗の話』、大阪屋号書店 (2009年に大空社より再刊)
- 1925年 - 『歡楽の支那』、北隆館
- 1928年 - 『阿片室 支那綺談』、万里閣書房

『お隣の支那』、大阪屋号書店
- 1929年 - 『翰墨談』、富士書房
- 1931年 - 『翰墨行脚』、春陽堂

『時局を縺らす支那の民情』、千倉書房
- 1937年 - 『支那民俗の展望』、冨山房 (2002年に大空社より再刊)

『文房至宝』、雄山閣
『隣邦支那』、今日の問題社
- 1938年 - 『最新支那旅行案内』、黄河書院

『長江千里』、高陽書院
- 1942年 - 『南洋の華僑』、高山書院

『支那書道』、黄河書院
- 1943年 - 『文字講話』、黄河書院

『文字史』 - 高山書院